# Vasileios Emmanouil
Vasileios Emmanouil (Grieks: Βασίλειος Εμμανουήλ) (Ptolemaida, 8 maart 1993) is een Griekse voetballer die in het seizoen 2011/12 voor FC Emmen speelde.

## Carrière
Emmanouil begon met voetballen bij amateurclub Iraklis Ptolemaidas, waarna hij in 2009 werd opgenomen in de jeugdopleiding van sc Heerenveen. Voor het seizoen 2011/12 werd hij verhuurd aan FC Emmen in de Jupiler League. Hij kwam slechts één keer in actie, op 9 december 2011 tegen FC Zwolle (1-2). Hij kwam in de 84e minuut in de ploeg voor Michel Poldervaart.
Medio 2014 verkaste Emmanouil terug naar zijn thuisland, waar hij zich voegde bij de selectie van Vataniakos FC, dat uitkwam in de Football League North, het tweede niveau. Na nog twee clubs op het zelfde niveau verkaste hij naar Cyprus. Vanaf 2020 ging hij spelen in Italië, in de Serie D.

## Statistieken
| Seizoen | Club     | Competitie     | Wedstrijden | Doelpunten |
| ------- | -------- | -------------- | ----------- | ---------- |
| 2011/12 | FC Emmen | Eerste divisie | 1           | 0          |